# Mr. Jellys Geheimnis
Mr. Jellys Geheimnis, im englischsprachigen Original Mr. Jelly's Business und in den US-amerikanischen Ausgaben Murder Down Under, ist ein Kriminalroman des australischen Schriftstellers Arthur W. Upfield und der vierte, in dem er den Detektiv „Bony“ ermitteln lässt.

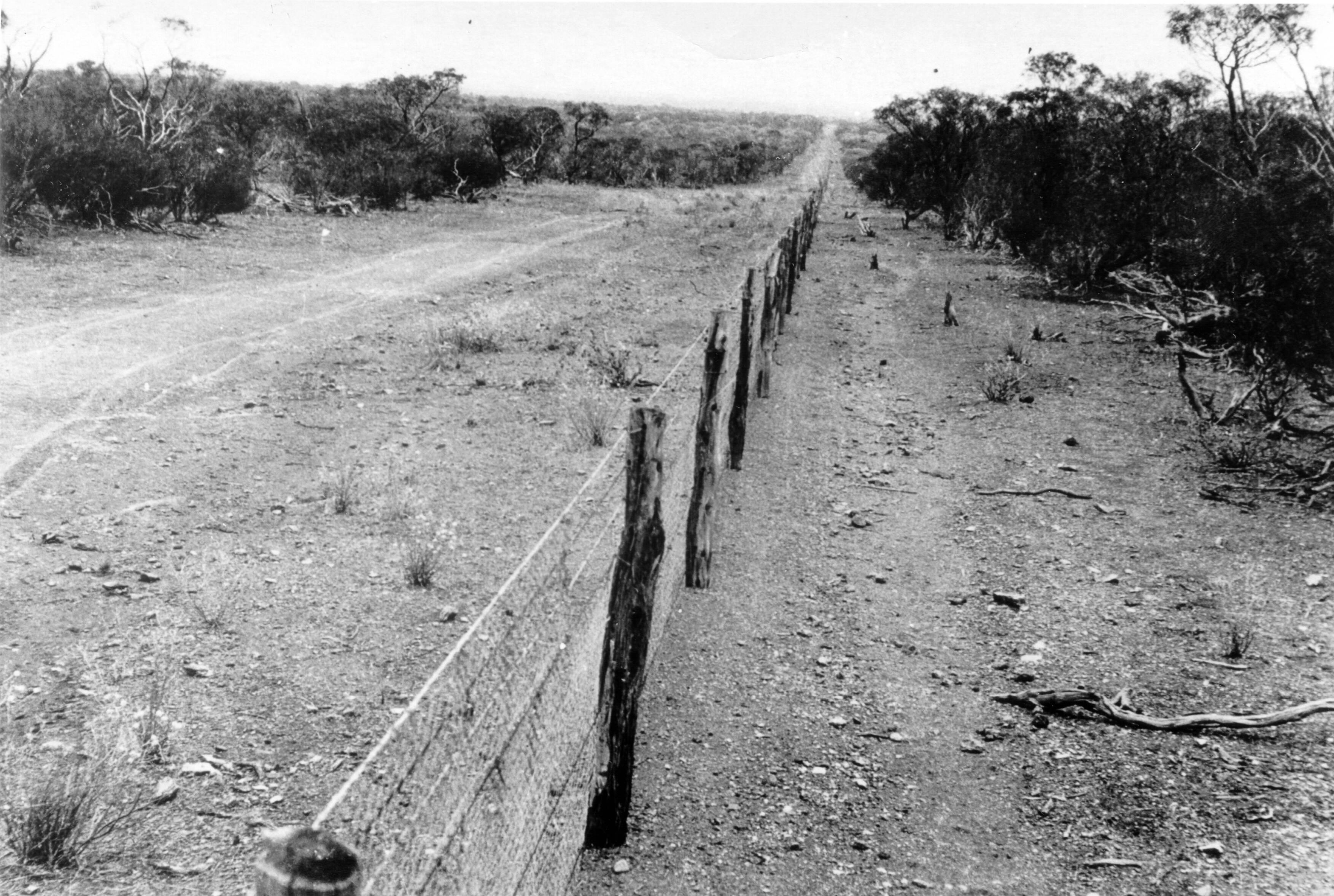
Bony tarnt sich als Arbeiter am Kaninchen-Sperr-Zaun, Aufnahme 1920er-Jahre

## Personen

### Ermittler
Die Handlung spielt im australischen Bundesstaat Western Australia. John Muir, Detective Sergeant des Western Australian Police Department (heute: Western Australia Police Force), ist gerade mit zwei Ermittlungen gescheitert, als ihn sein Freund, Bony, Detective Inspector der Queensland Police (heute: Queensland Police Service) – offiziell auf Urlaub in Westaustralien –, in Perth trifft und ihm die Lösung eines dieser beiden Fälle auf dem Tablett serviert, wozu Muir aber nach Queensland fahren muss. Bony bietet ihm an, solange in dem zweiten Fall zu ermitteln, bei dem ein Mann in einem kleinen Ort verschwunden ist. Der zuständige Polizist vor Ort ist Sergeant Westbury, der aber in der nächstgrößeren Ortschaft, Merredin, stationiert ist.

### Die anderen

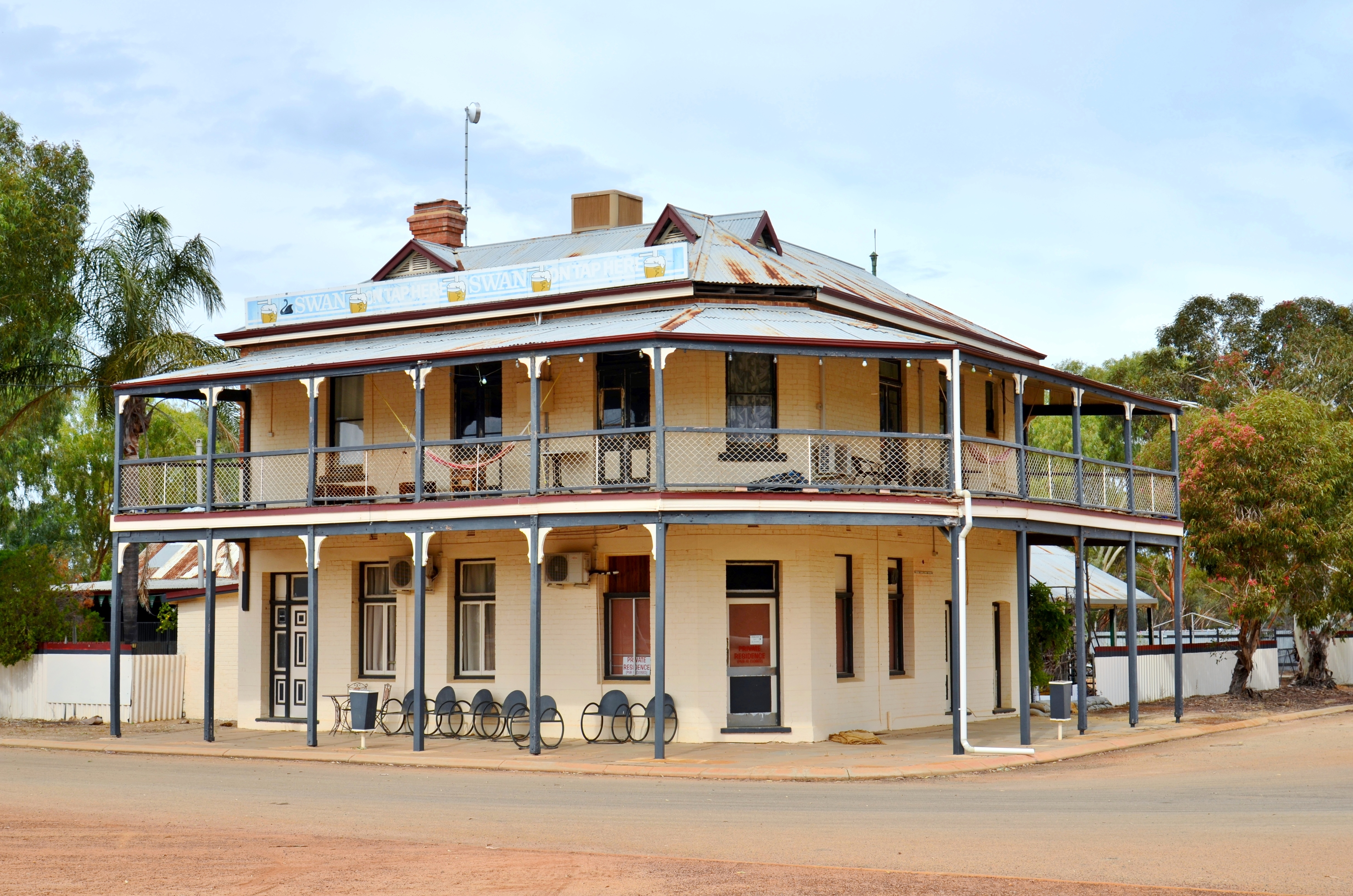
Burracoppin Hotel. Hier zelebriert das Pächter-Ehepaar seine Ehe-Dauerkrise

George Loftus betreibt eine Farm zusammen mit seiner Frau und dem Angestellten Mick Landon. Außerdem ist zur Zeit der Handlung dort noch die Schwester von Mrs. Loftus, Mrs. Waldron, zu Besuch. Die Nachbarfarm betreibt Bob Jelly, ein Witwer, der zwei Töchter hat, Lucy und Dulcie, genannt „Sunflower“. Bob Jelly erhält mehrmals im Jahr ein Telegramm und verschwindet dann für einige Tage, ohne dass jemand weiß, wohin er fährt oder was er in diesen Tagen tut – auch seine Töchter nicht. Darauf bezieht sich der Titel des Romans. Eric Hurley, mit dem sich Bony anfreundet, betreut einen Abschnitt des Kaninchen-Sperr-Zaunes, der ganz Westaustralien durchzieht.

## Handlung

### Kontexte

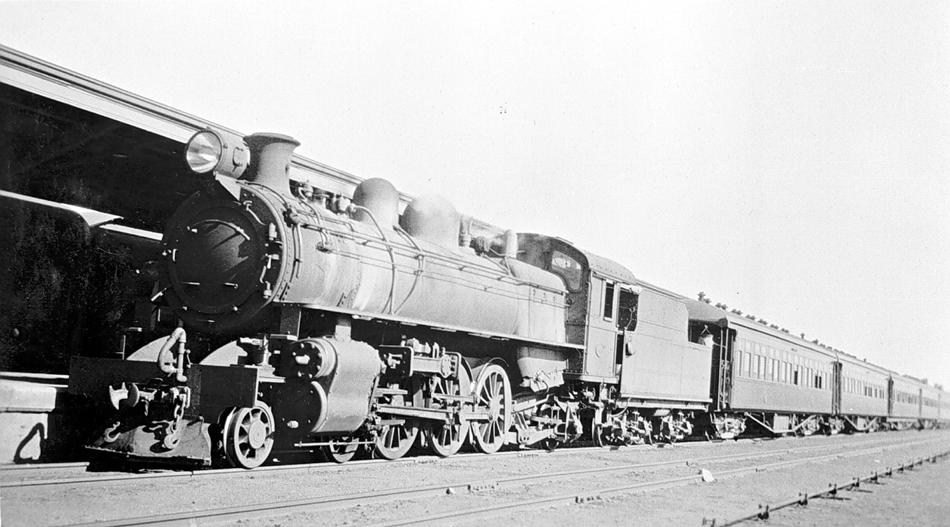
Mit dem Kalgoorlie Express reist Bony an, Aufnahme 1935

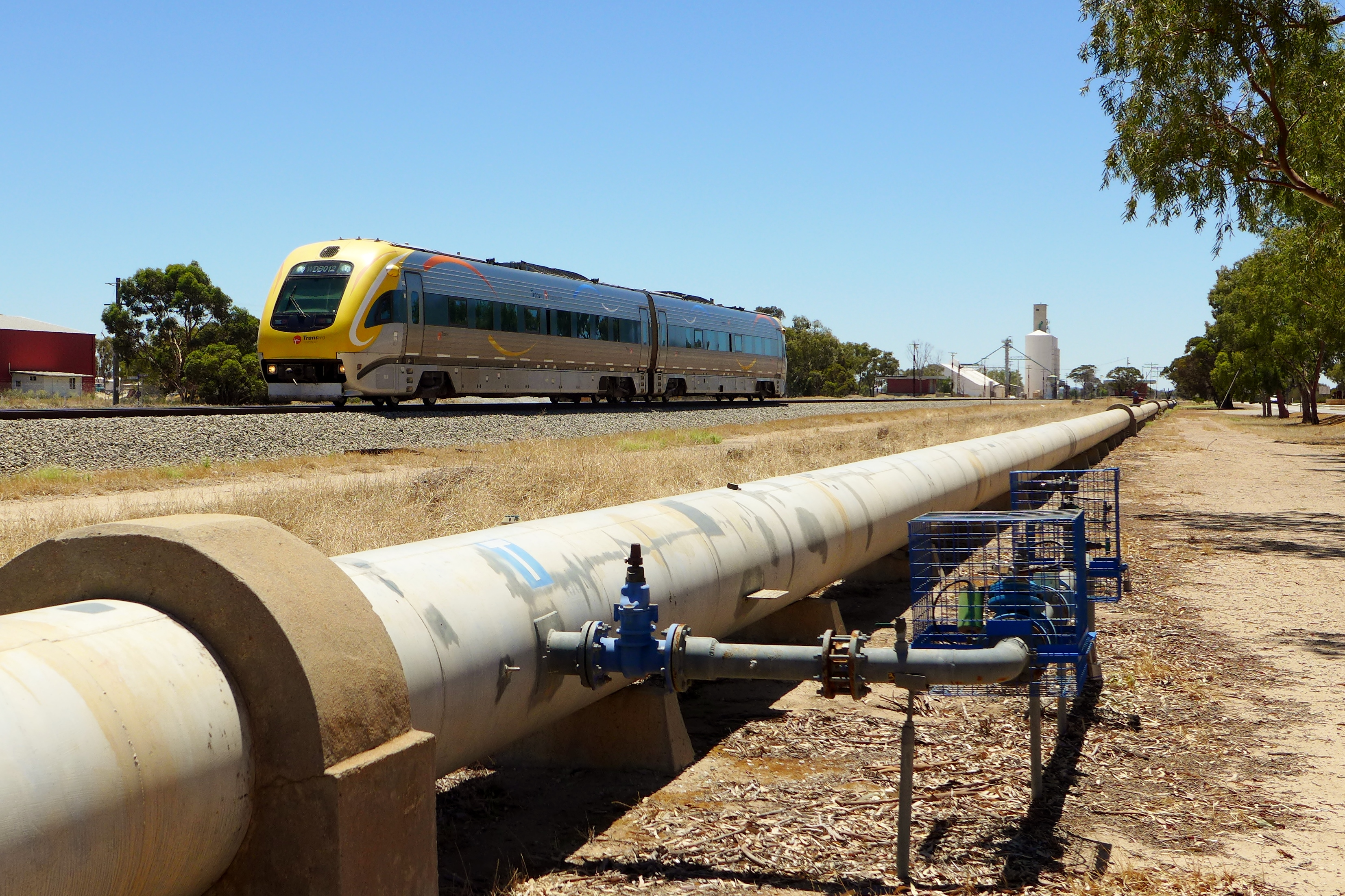
Pipeline des Goldfields Water Supply Scheme neben der Bahnstrecke Perth–Kalgoorlie-Boulder, 2014

Die Handlung spielt Ende 1933 während der Weizenernte in Burracoppin, einer Ortschaft in West-Australien. Im Gegensatz zu den vorangegangenen Bony-Romanen ist der Ort der Handlung nicht fiktiv. Unmittelbar östlich von Burracoppin queren die West–Ost verlaufenden Infrastrukturen der Bahnstrecke Perth–Kalgoorlie-Boulder, die Überland-Wasserleitung nach Kalgoorlie-Boulder und der Great Eastern Highway den Nord–Süd verlaufenden großen Kaninchen-Sperr-Zaun. Nächstgelegener größerer Ort ist das westlich gelegene Merredin, wo sich auch der nächste Polizeiposten befindet. In einigen Ausgaben des Romans ist eine Lageskizze von Burracoppin und seiner Umgebung beigefügt.

### Der Kriminalfall
George Loftus fährt in der Nacht betrunken von der Bar des Hotels in Burracoppin mit seinem Auto zu seiner außerhalb des Ortes gelegenen Farm. Am nächsten Morgen wird das Auto in dem Graben gefunden, in dem die Überland-Wasserleitung nach Kalgoorlie-Boulder verläuft, von ihm selbst fehlt jede Spur. Detective Sergeant John Muir scheitert bei der Suche nach Spuren. Dieser Fall ohne Spuren interessiert Bony, der die Ermittlung beginnt. Er arbeitet wieder als verdeckter Ermittler, getarnt als Wanderarbeiter, der sich bei der Behörde einstellen lässt, die den Kaninchen-Sperr-Zaun unterhält. Sein Kollege ist Eric Hurley, der in Lucy Jelly verliebt ist. Um den Rest ihrer Familie abzulenken, damit er mit ihr ungestört zusammen sein kann, nimmt er Bony zu den Jellys mit. 
Selbstverständlich findet Bony, während er offiziell den Kaninchen-Sperr-Zaun in der Nähe der Stelle repariert, an der das Auto von George Loftus gefunden wurde, Spuren, die einen Verdacht entstehen lassen.

### Nebenhandlungen
Bei seinen Ermittlungen trifft Bony auf eine Reihe von Einwohnern in Burracoppin, die sich alle ein wenig bizarr verhalten: Das Pächter-Ehepaar des Hotels, Mr. und Mrs. Wallace, zelebriert eine Ehe-Dauerkrise, die schon zur Orts-Folklore gehört. Auch Mrs. Poole befindet sich in Dauerauseinandersetzung mit ihrem Mann (der das stoisch ignoriert) und der Nachbarin, Mrs. Black, die angeblich die Milch der Kuh von Mrs. Poole stiehlt. Dick Thorne trinkt gerne mehr, als seine Frau ihm zugestehen will, und die beiden treiben diesbezüglich ein Katz-und-Maus-Spiel, wobei Bony Mr. Thorne unterstützt. Diese schrägen Beziehungen reflektieren auch die Tatsache, dass Arthur W. Upfield keine guten Erfahrungen in der eigenen Ehe gemacht hat. Und dann ist da nicht zuletzt die Familie Jelly. Bony freundet sich mit den beiden Töchtern an, die das seltsame Verhalten des Vaters schwer belastet. Hier entfaltet Bony einen weiteren Ermittlungsstrang, um herauszufinden, was Bob Jelly tut, wenn er wiederholt mehrere Tage verschwindet. Weiter tritt Mr. Garth auf, der „Spirit of Australia“, idealisierter Stereotyp eines australischen Pioniers.

## Konstruktion
Die Handlung verläuft sehr gradlinig, aber zunächst in zwei Strängen, der Kriminalermittlung und der Geschichte um die Familie Jelly. Die beiden Erzählstränge vereinigen sich erst zum Ende des Romans. Ray B. Browne findet in dem Werk eine reiche Verwendung von Symbolen.
Arthur W. Upfield – und damit auch der von ihm geschaffene Detektiv „Bony“ – ist mentalitätsmäßig sehr an Standards und Ansichten der viktorianischen Zeit orientiert. Autor und Detektiv vertreten etwa hinsichtlich Kriminalität Thesen, die denen von Cesare Lombroso (1835–1909) sehr ähnlich sind.

## Ausgaben
Mit dem Beginn des Zweiten Weltkriegs kamen zahlreiche Soldaten der U.S. Army nach Australien und lernten das Land auch durch die Krimis von Arthur W. Upfield kennen. Leseempfehlungen, die zurück in die Heimat vermittelt wurden, riefen den Verlag Doubleday auf den Plan, der die Rechte an sechs Romanen von Arthur W. Upfield erwarb und vier sofort veröffentlichte. Zu diesen Werken gehörte auch Mr. Jellys Geheimnis, das in den USA unter dem Titel Murder Down Under 1943 erschien. Eine deutschsprachige Ausgabe folgte erst 1965.
Soweit nicht anders angegeben, stammen die Angaben zu den englischsprachigen Ausgaben aus dem Katalog der Australischen Nationalbibliothek.
- Erstausgabe: Mr. Jelly's Business. Angus & Robertson, Sydney 1937
- Weitere britische und australische Ausgaben:
  - Angus & Robertson, Sydney, 1964
  - Angus & Robertson, Sydney, 1965
  - Angus & Robertson, London 1981
  - Bolinda Press, Melbourne, 1998 (Großdruck)
  - ETT Imprint, Exile Bay, New South Wales, 2018. ISBN 9781925416961
  - Mr Jelly's business / Murder down under. ETT Imprint, Exile Bay, N.S.W. 2020. (E-Book). ISBN 9781922384485
- US-amerikanische Ausgaben unter dem Titel Murder Down Under
  - Doubleday, Doran, Garden City, N.Y., 1943
  - Scribner, New York, NY, 1983
  - Scribner Paperback Fiction, New York, NY, 1998
- Deutschsprachige Ausgaben[7] unter dem Titel Mr. Jellys Geheimnis:
  - Goldmann, München 1965 [1. Aufl.] = Goldmann Taschenkrimi Nr. 2141
  - Goldmann, München und Krimi-Verlag, Wollerau (Schweiz) 1975. ISBN 978-3-442-02141-3
  - 4. Aufl. Goldmann, München 1984. ISBN 978-3-442-02141-3
  - Goldmann, München 2001. (Wiederveröffentlichung). ISBN 978-3-442-02141-3
- Darüber hinaus liegen Ausgaben in Französisch unter dem Titel Le business de M. Jelly vor.[8]